# Айлвард фон Майсен
Айлвард фон Майсен (на немски: Eilward von Meißen, Agilward, Elvart, Eilbart, Erward, Ediward, Eduard, Hildeward, Hildebert; † 1023) от род Екехардини от Маркграфство Майсен, е от 1016 до 1023 г. епископ на Майсен.

## Биография
Той е четвъртият син на Екехард I (960 – 1002), маркграф на Майсен, и съпругата му Сванхилда (Суанехилда) от рода на Билунгите, дъщеря на саксонския маркграф Херман Билунг. По-големият му брат Гунтер е от 1024 до 1025 г. архиепископ на Залцбург.
През 1016 г. император Хайнрих II го номинира за епископ на Майсен. По това време маркграф на Майсен е най-големият му брат Херман I.